# Nowe Kawkowo (gromada)
Nowe Kawkowo – dawna gromada, czyli najmniejsza jednostka podziału terytorialnego Polskiej Rzeczypospolitej Ludowej w latach 1954–1972.
Gromady, z gromadzkimi radami narodowymi (GRN) jako organami władzy najniższego stopnia na wsi, funkcjonowały od reformy reorganizującej administrację wiejską przeprowadzonej jesienią 1954 do momentu ich zniesienia z dniem 1 stycznia 1973, tym samym wypierając organizację gminną w latach 1954–1972.
Gromadę Nowe Kawkowo z siedzibą GRN w Nowym Kawkowie utworzono – jako jedną z 8759 gromad na obszarze Polski – w powiecie olsztyńskim w woj. olsztyńskim na mocy uchwały nr 21 WRN w Olsztynie z dnia 4 października 1954. W skład jednostki weszły obszary dotychczasowych gromad Gamerki Wielkie, Nowe Kawkowo, Pupki i Stare Kawkowo ze zniesionej gminy Wrzesina w tymże powiecie. Dla gromady ustalono 9 członków gromadzkiej rady narodowej.
Gromadę zniesiono 1 stycznia 1960, a jej obszar włączono do gromad Jonkowo (wieś Pupki) i Wołowno (wsie Nowe Kawkowo, Stare Kawkowo, Gamerki Wielkie i Gamerki Małe oraz osadę Szatanki) w tymże powiecie.